# Eucalyptus polybractea
Espèce
Classification phylogénétique
Eucalyptus polybractea, l’eucalyptus à fleurs multiples, est une espèce de plantes à fleurs de la famille des Myrtaceae. C'est un arbre originaire de l'est de l'Australie. Les feuilles sont vertes/grises. La floraison est suivie par l'apparition de capsules de 3 à 6 mm de long.

## Répartition
On trouve l'espèce en Nouvelle-Galles du Sud et dans le Victoria.

## Utilisation
L'huile extraite de cette plante possède un effet rafraîchissant. C’est un fébrifuge. Elle est utilisée dans de nombreuses préparations pharmaceutiques (Eucalyptol) grâce à ses multiples vertus sur le système respiratoire.